# The Late Late Show with James Corden

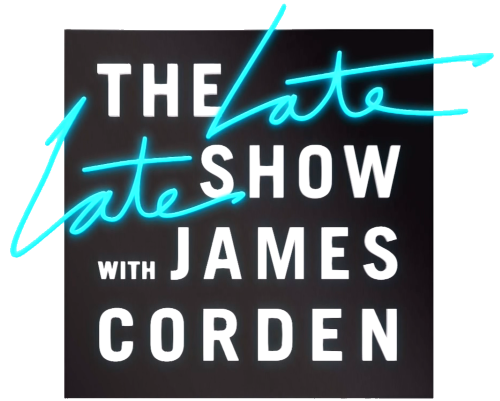
Logotipo do programa para The Late Late Show com James Corden

The Late Late Show with James Corden é um late-night talk show americano apresentado por James Corden na CBS. É a quarta e atual iteração do The Late Late Show. Exibido nos Estados Unidos de segunda a sexta à noite, é gravado na frente de um estúdio nas tardes de segunda a quinta-feira – durante as semanas em que os episódios de estreia estão programados para ir ao ar – na CBS Television City em Los Angeles, Califórnia, no Studio 56, diretamente acima do Bob Barker Studio (Studio 33). É produzido pela Fulwell 73 e CBS Television Studios.
Corden foi anunciado como o novo apresentador do programa em 8 de setembro de 2014, sucedendo Craig Ferguson. Originalmente programado para estrear em 9 de março de 2015, a CBS adiou a estreia para 23 de março de 2015, então o torneio de basquete da NCAA poderia ser usado para promover a estreia de Corden.
Em 4 de abril de 2017, foi confirmado que Corden traria o The Late Late Show para a Inglaterra para três episódios especiais gravados no Central Hall Westminster. Foi a terceira vez na história do programa que foi ao ar em outro país, com Ferguson levando sua encarnação para Paris, França em 2011 e Escócia em 2012. Corden voltou a Londres para filmar uma semana de shows de 18–21 de junho de 2018, e 17–20 de junho de 2019.
Em julho de 2019, a CBS anunciou que o contrato de Corden para dirigir o programa havia sido prorrogado até agosto de 2023.
Em 14 de março de 2020, o programa suspendeu a produção por causa da pandemia de COVID-19. A partir de 30 de março de 2020, o programa retomou a produção adicionando From His Garage no final do título do programa.